# Fingerfænomener
Fingerfænomener er en dansk eksperimentalfilm fra 1996, der er instrueret af Marco Evarissti og Kristian Hornsleth efter deres eget manuskript.

## Handling
En selvopløsende historie i et dekonstruktivt polyfonisk kontinuum af dekonstruktive hændelser omkring en ung mand, en trans og en moden kvinde, der gennemspiller og egocentrerer sig omkring en række sansepassive klichehændelser af voldelig karakter. Kodeordet er støj og erkendelsen af støjens muligheder.